# Legion Condor

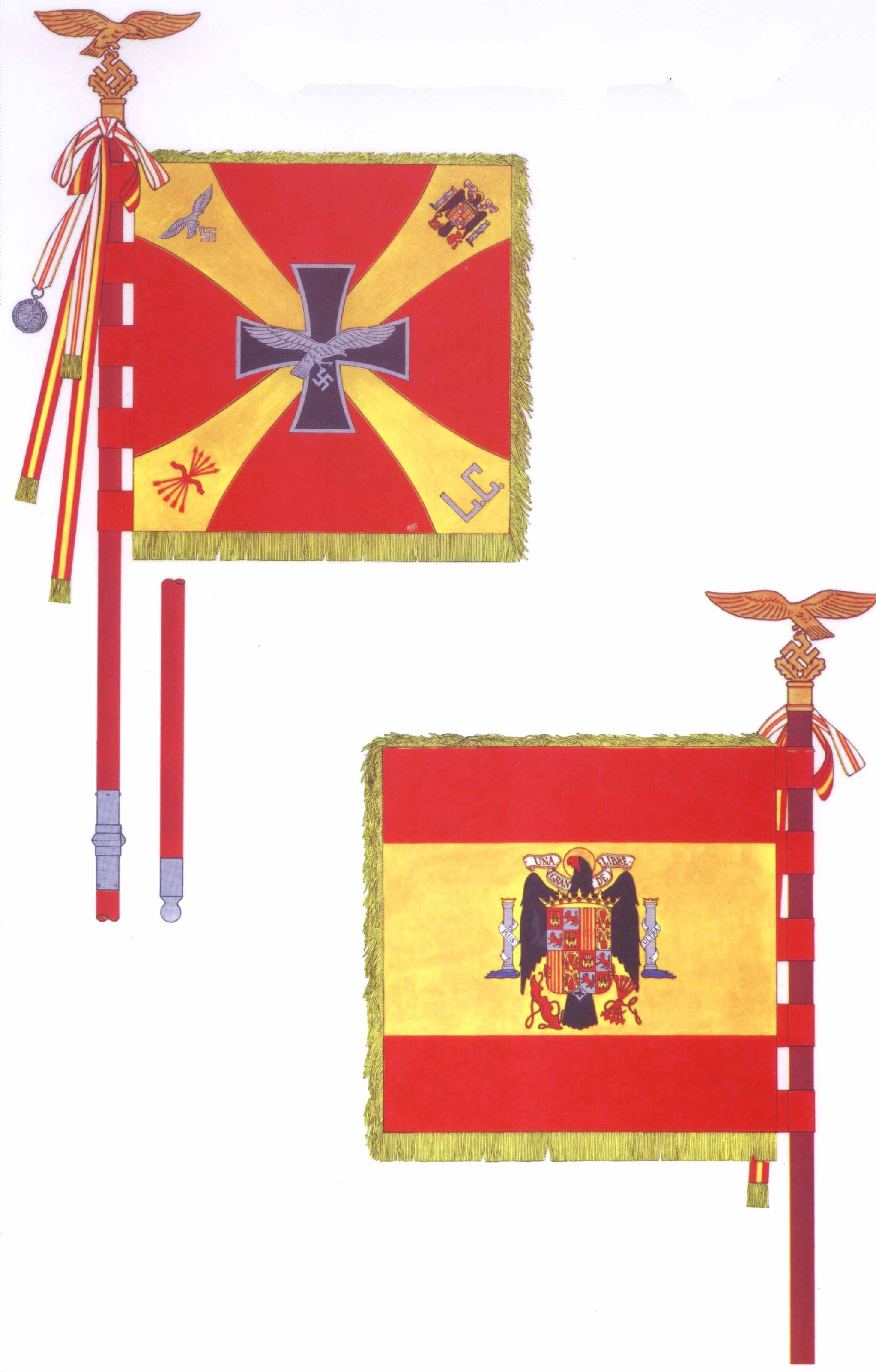
Standarte der Legion Condor

Die Legion Condor war ein deutscher Luftwaffen-Verband im Spanischen Bürgerkrieg, der ohne deutsche Uniformen oder Hoheitszeichen eingesetzt wurde. Er kämpfte unter General Francisco Franco auf der Seite der gegen die spanische Republik putschenden Nationalisten. Er wurde 1936 unter strengster Geheimhaltung mit Freiwilligen aufgebaut, griff in mehrere bedeutende Schlachten ein und hatte maßgeblichen Anteil am Sieg der Putschisten. Seine Existenz wurde sowohl von der NS-Regierung des Deutschen Reiches als auch von spanischer Seite bis 1939 geleugnet. Während des Einsatzes begingen mehrere der deutschen Offiziere Kriegsverbrechen.
Die Legion Condor errichtete die erste Luftbrücke der Welt und führte die ersten größeren Luftangriffe der Geschichte gegen die Zivilbevölkerung eines europäischen Landes durch. In der nachwirkenden öffentlichen Wahrnehmung ist sie bis heute insbesondere bekannt durch den Luftangriff auf Guernica am 26. April 1937, der zu einem weltweiten Symbol für Terror mittels Luftkrieg gegen eine wehrlose Zivilbevölkerung wurde.
Das Archiv der Legion Condor in Berlin überstand den Zweiten Weltkrieg nicht.
Der Luftangriff auf Lleida am 2. November 1937 wurde der Legion Condor zugeschrieben. Erst Forschungen im 21. Jahrhundert ergaben, dass dieser Angriff von der Aviazione Legionaria (deren Archiv in Rom erhalten blieb) geflogen wurde. Dabei starben 210 Zivilisten.

## Geschichte

### Anfangsunterstützung für die Putschisten
Der Bürgerkrieg begann zu einer Zeit, in der ein Großteil der spanischen Streitkräfte in Marokko stationiert war. Da die Marine zum größten Teil loyal zur republikanischen Regierung stand, blieb nur der Luftweg, um die Truppen der Putschisten auf das spanische Festland zu bringen. Spanien verfügte zu diesem Zeitpunkt nur über rudimentäre Luftkriegskapazitäten; für eine reguläre Luftstreitmacht hatte kein Bedarf bestanden.
Bevor die aufständischen spanischen Generäle im Sommer 1936 losschlugen, suchten sie um Unterstützung in Berlin nach, erhielten jedoch keine Zusagen. Die Wehrmachtführung und das Auswärtige Amt hielten nichts davon, sich auf ein Abenteuer im Spanischen Bürgerkrieg einzulassen; das Risiko eines Fehlschlags erschien ihnen zu hoch. Das Deutsche Reich hatte im Gegensatz zu Italien keine Interessen am Mittelmeer.
Franco wandte sich über die Auslandsorganisation der NSDAP direkt an Hitler. Das Reichsluftfahrtministerium leitete deren Abgesandte an Hermann Göring weiter, der sich über Admiral Wilhelm Canaris mit den zuständigen italienischen Stellen in Verbindung setzte. Hitler entschied Ende Juli, Franco mit Flugzeugen zu unterstützen, am 6. August trafen 25 Offiziere, 66 Unteroffiziere, Soldaten, Techniker und 16 Maschinen in Spanien ein. Am 30. Juli entsandte Italien ebenfalls eine aus zwölf Transportflugzeugen vom Typ Savoia-Marchetti SM.81 bestehende Staffel, die tags darauf in Spanisch-Marokko landete. Am 22. August 1936 trafen außerdem die deutschen Dampfer Kamerun und Wigbert mit Kriegsmaterial für die aufständischen Truppen ein.

### Aufstellung und Einsatz

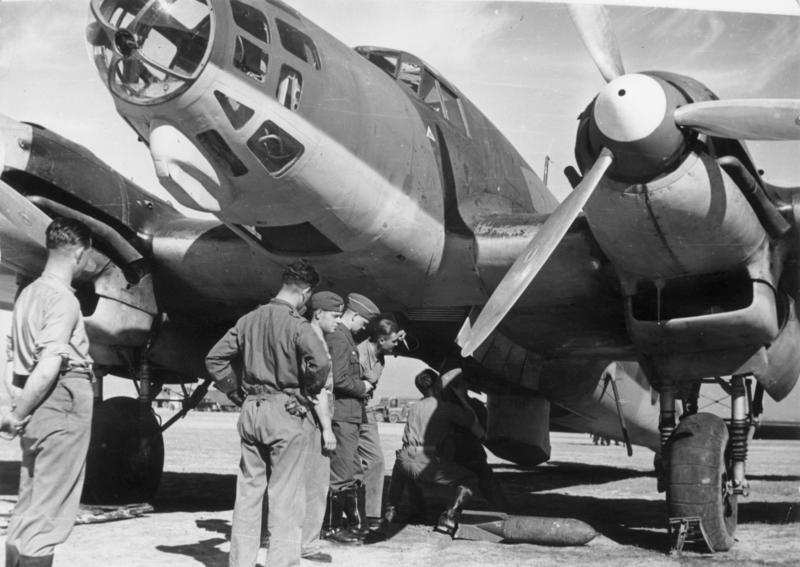
Beladung eines Bombers, Heinkel He 111 E, der Legion Condor auf dem spanischen Flugplatz Levida im Jahr 1939

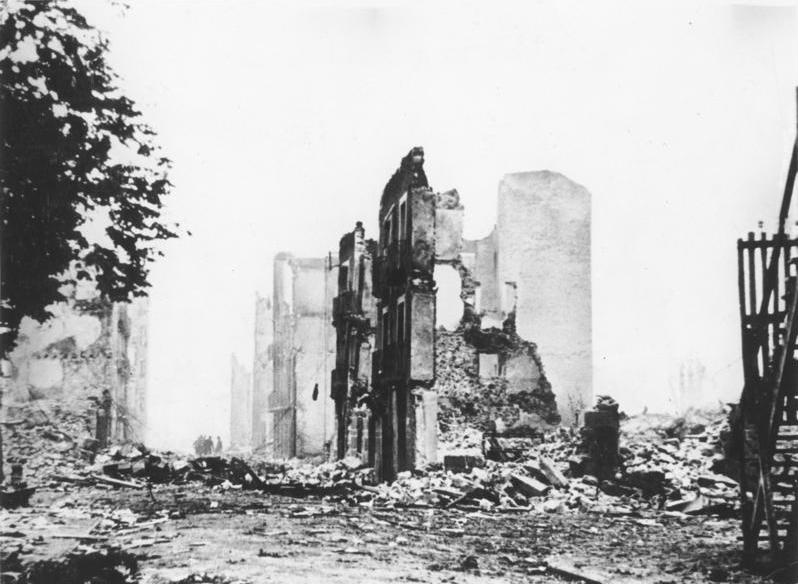
Das von der Legion Condor zerstörte Guernica

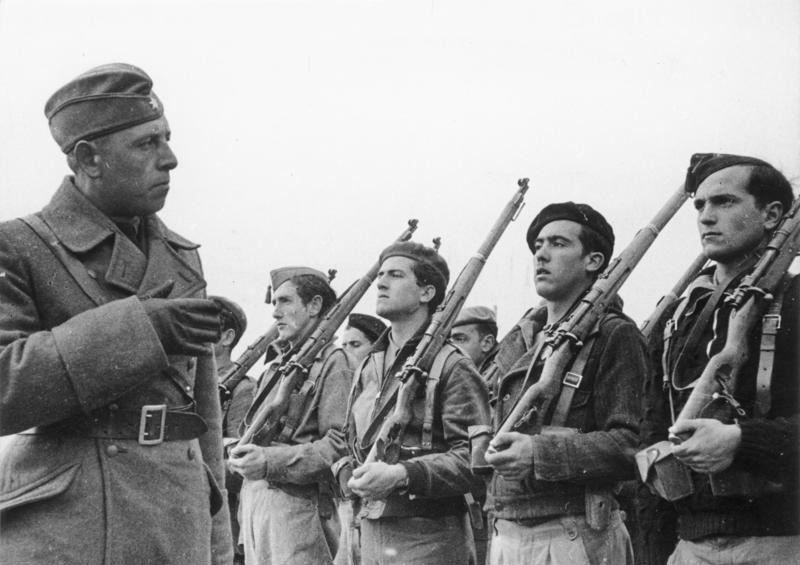
Offiziersanwärter der Putschisten und ein deutscher Ausbilder

Im Oktober 1936 geriet der Vormarsch der Nationalisten ins Stocken und die Republikaner konnten an einigen Frontabschnitten durch die Unterstützung der Internationalen Brigaden Erfolge verzeichnen. Unterstützung für die Nationalisten kam aus Frankreich, dem Deutschen Reich, Italien, für die rechtmäßige Regierung aus der Sowjetunion, dem Vereinigten Königreich und den Vereinigten Staaten (Lincoln-Brigade). Daraufhin entschloss sich Hitler am 30. Oktober zu einer Unterstützung Francos mit nicht regulären Luftwaffeneinheiten. Sein Kalkül dabei war, Spanien neben Italien als Verbündeten zu gewinnen. Bestärkt wurde er durch die Entsetzung der im Alcázar von Toledo zwei Monate belagerten Guardia Civil durch Francos marokkanische Truppen, die international großes Aufsehen erregte.
Das deutsche Expeditionskorps wurde zwischen Juli und Dezember 1936 aufgestellt. Über die Aktion "Rügen" wurden ab Dezember die ersten für den Einsatz ausgewählten Einheiten nach Spanien transportiert. Weitere folgten über den Luftweg und über das französische Territorium. Ein „Sonderstab W“ unter Leitung des Luftwaffengenerals Helmut Wilberg suchte die „Freiwilligen“ aus. Als Angehörige der Legion Condor konnten sie mit dem Dienst in Spanien ihre Wehrdienstzeit verringern und erhielten als fliegendes Personal zusätzlich einen Sold zwischen 800 RM (Mannschaften) und 1.700 RM (Oberstleutnant), als Bodenpersonal jeweils 200 RM weniger. Dieser Sold ging auf ein Sperrkonto in Berlin. Federführend in Deutschland war das Reichsluftfahrtministerium. Die Flieger reisten in Zivilkleidung und angeblich als Urlauber im Rahmen eines von Kraft durch Freude organisierten Ferienprogramms nach Spanien. Sie erhielten eine bräunlich-olivfarbene Uniform, ohne jeden Hinweis auf ihre Herkunft. Für den Zeitraum des Einsatzes blieben sie gleichwohl Angehörige der Wehrmacht, was sich in der Fortzahlung des Gehaltes, der Anrechnung der in Spanien verbrachten Zeit auf das Beförderungsdienstalter und der Berechnung des Ruhegehaltes manifestierte.
Eine Flugzeuggruppe wurde am 27. Juli auf dem Luftweg verlegt, die ersten Truppenteile am 31. Juli 1936 auf dem Flugplatz Döberitz verabschiedet. Am 1. August 1936 legte der Woermann-Dampfer Usaramo mit der Reisegesellschaft Union – unter diesem Tarnnamen schifften sich 25 Offiziere und 66 Unteroffiziere ein – im Hamburger Hafen nach Cádiz ab. Am 7. November 1936 lief ein Schiff mit 694 Soldaten nach Sevilla aus, wo es am 16. November ankam. Die Soldaten waren vorher nicht über das Fahrziel informiert worden. Sie waren der Überzeugung, man werde bei Danzig anlanden. In der Winteroperation Rügen wurde ein Luftwaffenkorps, das zirka 4.500 Mann umfasste, nach Spanien verlegt. Es bestand aus einer Kampfgruppe mit drei Staffeln Junkers Ju 52, einer Jagdgruppe mit drei Staffeln Heinkel He 51, einer Aufklärungsstaffel mit zwölf Heinkel He 70, vier schweren und zwei leichten Flak-Batterien, einer Luftnachrichtenabteilung und einem Luftpark. Alle schon in Spanien vorhandenen deutschen Truppen, vorwiegend Flieger-, Flak- und Fliegernachrichtenverbände, wurden in das Luftwaffenkorps eingegliedert, das den Namen „Legion Condor“ erhielt. Die Wehrmacht stellte dabei das größte Kontingent. Sie stützte sich in der ersten Phase des Krieges auf den Flugplatz Sevilla-Tablada.
Hitler entschied am 21. Dezember 1936 gegen eine von den spanischen Putschisten gewünschte Entsendung von bis zu drei Divisionen. Der Einsatz hätte die deutsche Aufrüstung beeinträchtigt. Zusätzliche Truppen könnten gern durch Italien gestellt werden. Falls es zu keinem schnellen Sieg der Falangisten kommt, würde der sich hinziehende Spanische Bürgerkrieg die ausländischen Mächte beschäftigen und so von den deutschen Aufrüstungs- und Expansionsplänen ablenken. Falls ein Desaster der Falangisten drohen sollte, könnte man noch immer reagieren.
Mit dem Oberkommando über die Legion wurde am 6. November 1936 Generalmajor Hugo Sperrle beauftragt, Chef des Stabes war ab 1. Januar 1937 Oberstleutnant Wolfram von Richthofen. Formell unterstand Sperrle Francos spanischem Oberkommando, konnte aber selbständig über die Einsätze der Legion entscheiden. Mehrfach übte die spanische Seite Kritik an selbstherrlichen Einsätzen und völlig überzogenen Angriffsformen der deutschen Luftkräfte. Sperrle gab die Zahl der deutschen Soldaten, die im November 1936 in Cádiz eingetroffen waren, mit 6.500 an. Es befanden sich in Spanien nie mehr als 10.000 deutsche Soldaten gleichzeitig; ein großer Teil von ihnen waren Offiziere und Spezialisten. Im Januar 1937 wurde sie durch eine Panzerabteilung mit 100 Panzern vom Typ PzKpfw I unter dem Befehl von Oberstleutnant Wilhelm von Thoma verstärkt, die aber nur zu Ausbildungszwecken eingesetzt wurden. Unter Wilhelm von Thoma erfolgte in Cáceres, dem Hauptquartier Francos, die Schulung der Spanischen Legion auf dem PzKpfw I. Durch regelmäßigen Personalaustausch – die Soldaten dienten in der Regel nicht länger als neun Monate – konnten bis zum Ende des Bürgerkrieges rund 25.000 deutsche Soldaten in Spanien eingesetzt werden.
In den ersten Kriegsmonaten besaß die republikanische Luftwaffe nur einige alte Bréguet-Maschinen. André Malraux rief mit der Staffel España ein erstes internationales Luftgeschwader ins Leben. Es verfügte über etwa zwanzig Bomber und vierzig Jagdflugzeuge. Fast alles waren einst ausrangierte Maschinen. Die Luftflotte, die den republikanischen Streitkräften dann im Frühjahr 1937 zur Verfügung stand, war zu großen Teilen aus der Sowjetunion gekommen. Von 460 Flugzeugen waren nun 420 sowjetischer Herkunft, darunter 200 Jagdflugzeuge, 150 Bombenflugzeuge und 70 Aufklärungsflugzeuge.
Die zuerst gelieferten deutschen Flugzeuge waren den russischen Polikarpow I-16-Jägern nicht gewachsen. Auch die behelfsmäßig zu Bombern umgebauten Transportflugzeuge Ju 52 bewährten sich nicht in dieser Rolle. Deswegen wurden ab Frühjahr 1937 die Bomber Heinkel He 111 und Dornier Do 17 sowie einige Sturzkampfflugzeuge Junkers Ju 87 geliefert. Die Entwicklung der neuartigen Sturzkampfbomber war von Ernst Udet, dem Chef des Technischen Amtes des Reichsluftfahrtministeriums, vorangetrieben worden. Sie wurden nun im Kriegseinsatz weiter erprobt. Die neu entwickelte Messerschmitt Bf 109 erwiesen sich den Flugzeugen der republikanischen Luftstreitkräfte überlegen.
Die Legion Condor griff in allen wichtigen Schlachten ab 1937 ein, so in der Schlacht von Bilbao, Schlacht von Brunete, Schlacht von Teruel und in der Ebroschlacht.

#### Bombardierung von Guernica
Von besonderer Tragweite war der Luftangriff auf Guernica am 26. April 1937, bei der die religiöse Hauptstadt des Baskenlandes ohne militärisches Erfordernis fast vollständig zerstört und etwa 300 Zivilisten getötet wurden. Straßen und Häuserzeilen wurden mit Spreng- und Brandbomben zerstört. Deutsche Tiefflieger schossen auf die flüchtende Zivilbevölkerung. 80 Prozent der Gebäude wurden völlig zerstört. Das eigentliche Ziel des Angriffs soll die Brücke gewesen sein. Sie blieb unbeschädigt. Ziel der hier kommandierenden Offiziere war die Erprobung neuer Waffensysteme, ihr Einsatz als Massenvernichtungswaffen, getestet an der Zivilbevölkerung eines Landes mit dem sich Deutschland nicht im Kriegszustand befand.
In Spanien ist die Legion Condor auch wegen des Luftangriffs auf Guernica bis heute in Erinnerung. Dieser Angriff veranlasste Pablo Picasso, sein bekanntes Werk Guernica zu malen.
Eine Städtepartnerschaft wurde am 26. Februar 1989 in Pforzheim, am 29. April 1989 in Guernica offiziell besiegelt.

### Kriegserprobung neuer Waffen und Taktiken

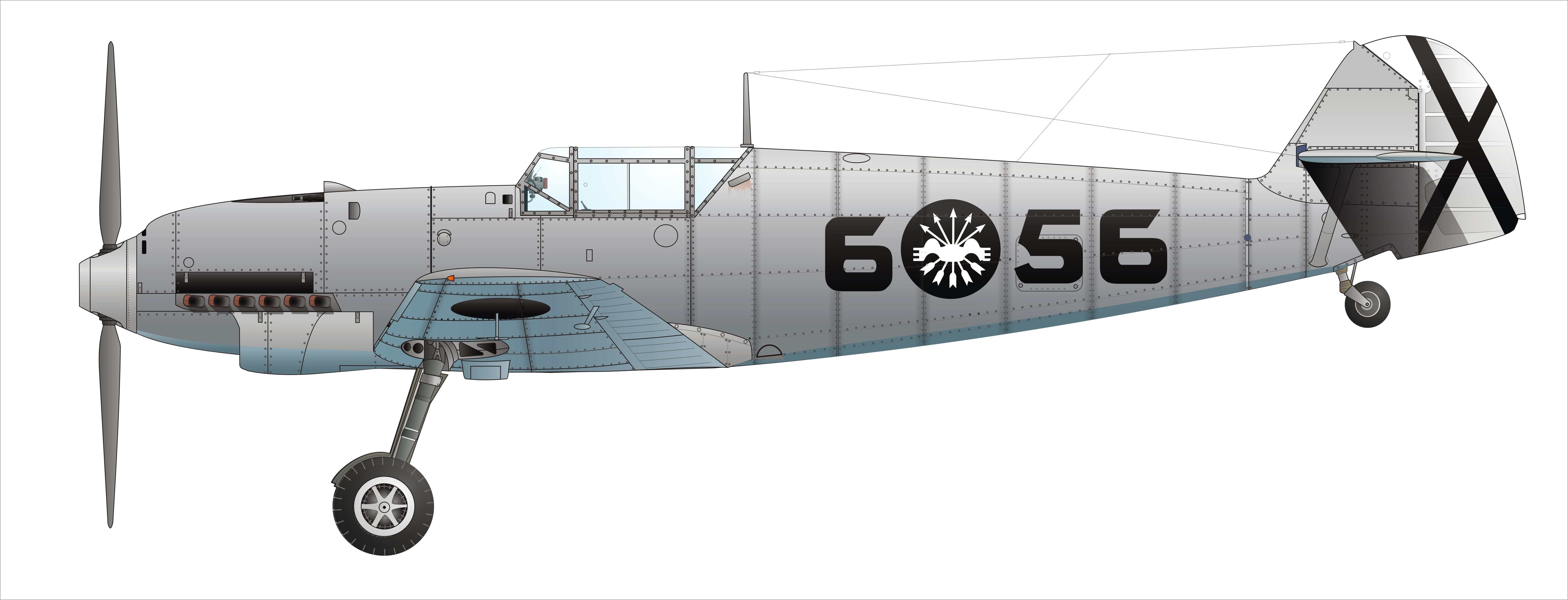
Bf 109 C-1, Jagdgruppe 88, Legion Condor

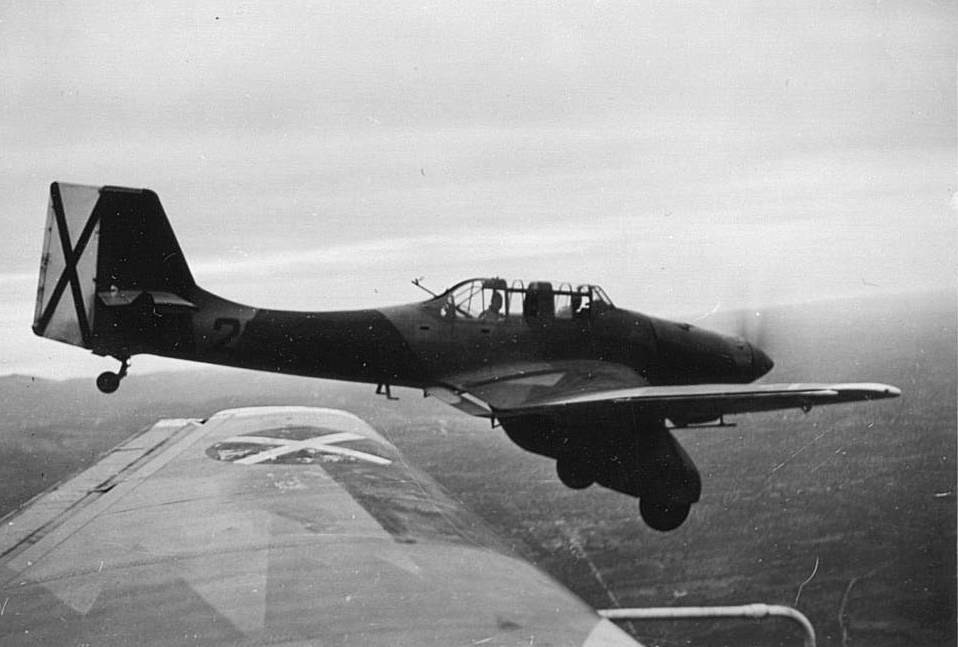
Ju 87A

Der Kriegseinsatz der Legion Condor diente der Luftwaffe zur Erprobung neuer Waffensysteme und Einsatztaktiken.
So sollte unter anderem erprobt werden, ob die Junkers Ju 87 Sturzkampfbomber auch 500 Kilo-Bomben, dem Doppelten des normalen Gewichts, tragen und abwerfen könnten. Dazu konnten die Maschinen nicht vollständig betankt werden. Vier kleine und ungeschützte Dörfer in der Nähe der Luftwaffenbasis wurden ohne einen Zusammenhang mit dem Frontgeschehen als Übungsziele ausgewählt. Es waren Benassal, Albocàsser, Ares del Maestre und Vilar de Canes.
Allein vom später meistgebauten Flugzeug der deutschen Luftwaffe, der Messerschmitt Bf 109, wurden in Spanien von 1936 bis 1939 mehrere Prototypen und insgesamt vier Serientypen im Einsatz getestet und weiterentwickelt. Der Oberbefehlshaber der Luftwaffe, Hermann Göring, sagte dazu vor dem Internationalen Militärgerichtshof: 

„Als in Spanien der Bürgerkrieg ausgebrochen war, sandte Franco einen Hilferuf an Deutschland um Unterstützung, besonders in der Luft […] Franco stand mit seinen Truppen in Afrika […] Das Entscheidende war, daß zunächst seine Truppen nach Spanien kamen. Der Führer überlegte sich, ich drängte lebhaft, die Unterstützung unter allen Umständen zu geben. Einmal, um der Ausweitung des Kommunismus […] entgegenzutreten, zum zweiten aber, um meine junge Luftwaffe bei dieser Gelegenheit in diesem oder jenem technischen Punkt zu erproben. Ich sandte mit Genehmigung des Führers einen großen Teil meiner Transportflotte und sandte eine Reihe von Erprobungskommandos meiner Jäger, Bomber und Flakgeschütze hinunter und hatte auf diese Weise Gelegenheit, im scharfen Schuß zu erproben, ob das Material zweckentsprechend entwickelt wurde. Damit auch das Personal eine gewisse Erfahrung bekam, sorgte ich für einen starken Umlauf, das heißt immer wieder neue hin und die anderen zurück.“

Bei den Einsätzen erwies sich die Überlegenheit des schwerpunktmäßigen Einsatzes der deutschen Lufteinheiten an den Brennpunkten der Front. Die Luftstreitkräfte der Regierung waren über lange Zeit zahlenmäßig überlegen, brachten sich aber im Einsatz in Nachteil, weil sie ihre Kontingente über die gesamte Front verteilten. Mehrere der hier eingesetzten Wehrmachtsoffiziere begingen auf spanischen Territorium Kriegsverbrechen, die bewusst verschwiegen und niemals strafrechtlich verfolgt wurden.

## Organisation

### Fliegertruppen
Die Legion war zum Zeitpunkt ihrer Aufstellung im November 1936 wie folgt gegliedert
- Oberbefehlshaber: Generalmajor Hugo Sperrle
- S/88: Führungsabteilung in Ávila, der Stab unterhielt eine Flotte von Transport- und Verbindungsflugzeugen (Ju 52, Junkers W 34, Bf 108, Klemm L25)
- J/88: Jagdgruppe mit vier Staffeln He 51 ausgerüstet (48 Flugzeuge) in La Virgen del Camino (León), Vitoria, Escalona del Prado (Segovia) und Ávila
- K/88: Bombergruppe in Sevilla-Tablada (kurzzeitig) und anschließend in Salamanca-San Fernando mit drei Staffeln Ju 52 ausgerüstet (31 Flugzeuge),
- A/88: verstärkte Aufklärungsstaffel in Ávila mit vier Schwärmen:
  - drei Fernaufklärungsschwärme mit He 70 ausgerüstet (18 Flugzeuge)
  - ein Nahaufklärungsschwarm mit He 45 ausgerüstet (6 Flugzeuge)
- AS/88: Seeaufklärungsstaffel in Cádiz-Puntales (kurzzeitig) und anschließend in Melilla-El Atalayón mit He 59 (3 Flugzeuge) und He 60 (1 Flugzeug)

136 Flugzeuge insgesamt
- LN/88: Luftnachrichtenabteilung mit zwei Kompanien
- F/88: Flugabwehrabteilung mit sechs Batterien in Sevilla-Tablada bzw. im Einsatz an der Madrider Front:
  - vier Batterien mit 8,8-cm-Flak (16 Geschütze)
  - zwei Batterien mit 2,0-cm-Flak (20 Geschütze)
- P/88: zwei Luftwaffen-Betriebskompanien in Ávila

Im Verlauf der folgenden zweieinhalb Jahre kam es zu kleineren Veränderungen, so wurde die 4.J/88 später aufgelöst, dafür wurde der Jagdgruppe 88 eine mit Ju 87 ausgerüstete Sturzkampfbomberstaffel, die 5.J/88, angegliedert. Im Laufe der Zeit wurde, wie im vorherigen Kapitel erläutert, das fliegende Gerät durch moderne Typen ersetzt. Die ersten Einsatz-Beurteilungen erfolgten durch extra aufgestellte Versuchsstaffeln (VB/88, VJ/88). So ersetzte die Bf 109 ziemlich bald die ersten He 51, die He 111 löste die Ju 52/3m in ihrer Rolle als Bomber („Kampfflugzeug“) ab und Do 17 kamen u. a. als Aufklärer zum Einsatz.

### Bodentruppen
Das Bodenkontingent der Legion Condor trug die Bezeichnung „Gruppe Imker“ und umfasste bis zu drei Panzerkompanien „Gruppe Drohne“, ein PaK-Kommando und einige Unterstützungstruppenteile sowie Ausbilder verschiedener Waffengattungen an mehreren Militärschulen. Die Offiziere und Unteroffiziere der Panzerkompanien rekrutierten sich überwiegend aus Personal des Panzerregiments 6 der Wehrmacht. Sie bildeten im Wechsel spanische Mannschaften aus und führten ausgebildete Truppen an der Front.

### Abwehrgruppe S/88 1c
Zur Legion Condor gehörte auch eine Gruppe von Offizieren der Abteilung Abwehr – genannt „Abwehr-Angestellte 88“. Ebenfalls bereits ab Herbst 1936 arbeitsfähig, gehörten ihr zwischen 16 und 20 Nachrichtenoffiziere an. Ihr Einsatz verteilte sich auf verschiedene spanische Städte bzw. Regionen. Leiter der Abwehrgruppe S/88/Ic war Feldpolizeidirektor und SS-Scharführer Herbert Fischer. Als sein Stellvertreter fungierte SS-Sturmbannführer Wilhelm-Heinrich Schmitz und für den Nachschub der Gruppe war der Abwehroffizier Walter Eugen Mosig (* 1907) zuständig.

## Stützpunkte
Die folgende Auswahl von Flugplätzen, darunter vielen Feldflugplätzen, ist nach Einsatzregionen gegliedert. Die Reihenfolge der Regionen folgt annähernd der zeitlichen Abfolge der größeren Auseinandersetzungen, von den ersten Einsätzen 1936 im Süden, 1936/37 im Großraum Madrid, 1937 entlang der Nordküste, 1938 in Aragon und 1938/39 in Valencia und Katalonien.
- Erste deutsche Einsatzplätze in Andalusien im Sommer 1936, noch vor Aufstellung der eigentlichen Legion Condor im November 1936
  - Córdoba
  - Tablada
- Immer wieder teilweise bereits ab 1936 benutzte Flugplätze im weiteren Umfelds Madrid bis zur Extremadura
  - Escalona del Prado
  - Almorox, 60 km westlich Madrids
  - Ávila
  - Baraona (Barahona)
  - Cáceres
  - Navalmoral de la Mata
  - Salamanca (San Fernando, Arauzo und Matacán)
  - Talavera la Badajoz (Las Bardocas)
  - Torrijos (Barcience)
  - Valdemorillo
  - Villa del Prado
- Hauptsächlich im Sommer 1937 belegte Plätze bei den Kämpfen im Norden (Baskenland, um Santander und Gijón)
  - Alar del Rey, 65 km nordwestlich Burgos
  - Almazán, 40 km südlich Sorias
  - Calahorra del Boedo, einige Kilometer südwestlich von Herrera de Pisuerga
  - El Burgo (La Rasa)
  - Herrera de Pisuerga
  - Léon (La Virgen del Camino)
  - Llanes (Cué)
  - Orzales, 60 km südlich Santanders
  - Santander (La Albericia und Pontejos)
  - Villarcayo
  - Vitoria (Lacua und Zalburu)
- Plätze im oberen Ebrotal, die insbesondere 1937/38 benutzt wurden
  - Alfaro
  - Buñuel
  - Logroño (Agoncillo)
  - Tauste
- Schwerpunktmäßig im Winter 1937/38 und Frühjahr 1938 genutzte Flugfelder in Aragon und Navarra
  - Alcañiz (La Salada)
  - Bello
  - Bujaraloz
  - Calamocha
  - Escatrón
  - Gallur
  - Huesca
  - Lanaja (bei Cartuja de las Fuentes)
  - Saragossa (Sanjurjo und Valenzuela)
  - Sariñena (Albalatillo)
  - Teruel
  - La Torresaviñan
- Einsatzorte im letzten Kriegsjahr ab Frühjahr 1938 bis Kriegsende in Katalonien bzw. der Levante
  - Barcelona (El Prat de Llobregat)
  - Barcelona (Sabadell)
  - La Sénia
  - Lleida (Alfés)
  - Valls
  - Vilafamés
  - Vinaròs
  - Zaidín
- Seefliegerstützpunkte
  - Cádiz-Puntales
  - Melilla-El Atalayón
  - Pollença

## Verluste der Legion Condor
Die deutschen Verluste bis zum Ende des Spanischen Bürgerkrieges betrugen 315 Gefallene. Bis zum Ende des Bürgerkrieges 1939 gingen 96 Flugzeuge der Legion Condor verloren, davon 40 durch direkte Kampfeinwirkungen. Die weiteren Verluste entstanden durch Unfälle vor allem in den Wintermonaten und durch Verschleiß.
Die Hinterbliebenen erhielten das Ehrenkreuz für Hinterbliebene Deutscher Spanienkämpfer. Insgesamt 183 Angehörige der Legion wurden verwundet;
182-mal wurde das Verwundetenabzeichen in Schwarz sowie einmal in Silber verliehen. Das Spanienkreuz mit oder ohne Schwerter erhielten 26.116 deutsche Mitglieder der Legion Condor, Kriegsmarine eingerechnet.

## Die Legion in der bundesdeutschen Vergangenheitspolitik

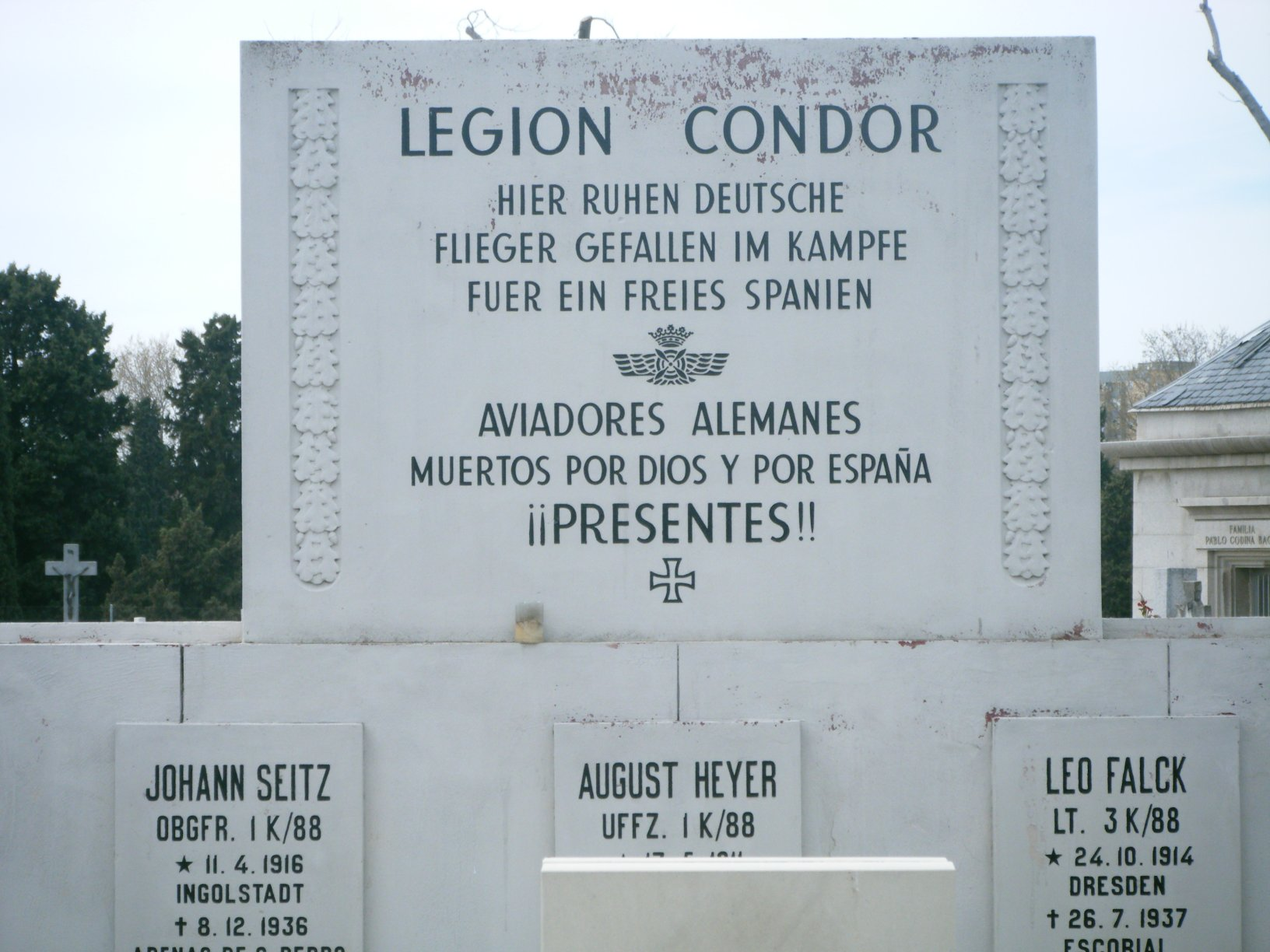
Acht Gefallene der Legion Condor liegen auf dem Almudena-Friedhof in Madrid. Zum 80. Jahrestag der Bombardierung von Guernica wurde das NS-Kriegerdenkmal, das bis dahin oft Ziel von Neonaziaufmärschen war, auf Drängen der deutschen Botschaft abgerissen.

In der Bundesrepublik Deutschland wurden die Einsätze der Legion Condor zunächst unkritisch nach militärischen Kriterien bewertet. Insbesondere der Flugzeugführer der Legion Condor Werner Mölders war Gegenstand von Verehrung. Die zeitgeschichtliche Forschung führte später dazu, dass nach langer und kontroverser Debatte der Bundestag 1998 beschloss, Mitglieder der Legion Condor nicht mehr als Leitbilder für Soldaten der Bundeswehr zu empfehlen. Im Januar 2005 kam es daraufhin auf Anordnung des Bundesministers der Verteidigung zu einer Umbenennung der nach Mölders benannten Kaserne und des Jagdgeschwaders 74 in Neuburg an der Donau. In Berlin trägt eine bedeutende Straße noch immer einen Namen, den sie zu Ehren der Legion Condor erhielt: die Spanische Allee.
Das städtische Friedhofsunternehmen von Madrid hat am Vorabend des 80. Jahrestages der Bombardierung von Guernica die Beseitigung der letzten Spuren der Legion Condor auf dem Friedhof La Almudena angeordnet. Das geschah auf ausdrückliches Ersuchen des deutschen Botschafters in Madrid. Bis dahin bestand dort ein Ehrenmal für die Legion und die sieben dort bestatteten Piloten. Auf Deutsch stand an der Gedenkmauer: „Hier ruhen deutsche Flieger gefallen im Kampfe für ein freies Spanien.“, auf Spanisch: „Deutsche Flieger gestorben für Gott und für Spanien. Anwesend!“

## Sonstiges
Das 1939 aufgestellte Kampfgeschwader 53 der Luftwaffe trug den Ehrennamen „Legion Condor“.
Oberstleutnant Thoma stiftete 1936 für Angehörige des Bodenkontingents der Legion Condor das Panzertruppenabzeichen der Legion Condor. Das Tragen dieser Auszeichnung wurde 1939 vom Oberbefehlshaber des Heeres Walther von Brauchitsch offiziell genehmigt.
Laut der Historikerin Stefanie Schüler-Springorum identifizierten sich viele deutsche Piloten nicht mit dem streng katholischen Franco und seiner politischen Bewegung, da sie es infolge ihrer atheistischen und nationalsozialistischen Einstellung als falsch erachteten, für hohe kirchliche Würdenträger und Großgrundbesitzer zu kämpfen.